# فرودگاه اکینی
فرودگاه اکینی (به انگلیسی: Akieni Airport) یک فرودگاه با کد یاتا AKE است. این فرودگاه در کشور گابن قرار دارد.